# Motorola Edge 60 Pro
Das Motorola Edge 60 Pro ist ein Smartphone des Herstellers Motorola Mobility, das am 30. April 2025 vorgestellt wurde. Es gehört zur Edge-60-Serie und richtet sich an die gehobene Mittelklasse.

## Technische Daten

### Display und Gehäuse
Das Gerät verfügt über ein 6,7 Zoll großes P-OLED-Display mit einer Auflösung von 2712 × 1220 Pixeln, 120 Hz Bildwiederholfrequenz und bis zu 4500 nits Helligkeit. Es unterstützt HDR10+ und ist durch Gorilla Glass geschützt.
Das Gehäuse erfüllt die Standards IP68 und IP69 und ist gemäß MIL-STD-810H zertifiziert.

### Hardware
Angetrieben wird das Gerät vom MediaTek Dimensity 8350 Extreme, einem Octa-Core-SoC in 4-nm-Fertigung mit Mali-G615-GPU. Es stehen 8 oder 12 GB RAM und 256 GB oder 512 GB interner UFS‑4.0‑Speicher zur Verfügung. Eine Speichererweiterung über microSD ist nicht möglich.

### Kamera
Die Hauptkamera besteht aus drei Modulen: 50 MP (Weitwinkel, OIS), 50 MP (Ultraweitwinkel) und 10 MP (Tele mit 3-fach optischem Zoom). Die Frontkamera bietet ebenfalls 50 Megapixel. 4K-Videoaufnahme ist sowohl vorne als auch hinten möglich.

### Akku und Laden
Der Akku besitzt eine Kapazität von 6000 mAh. Er lässt sich mit bis zu 90 W kabelgebunden aufladen, unterstützt 15 W kabelloses Laden und 5 W Reverse Wireless Charging.

### Software
Das Gerät wird mit Android 15 ausgeliefert. Motorola verspricht drei große Android-Versionen sowie vier Jahre Sicherheitsupdates.

## Verfügbarkeit
Das Motorola Edge 60 Pro erschien zuerst am 7. Mai 2025 in Indien über Flipkart. Dort lag der Einführungspreis bei 29.999 ₹ für die Variante mit 8 GB RAM und 256 GB Speicher. In Europa wurde das Gerät für rund 599 € angeboten.

## Rezeption
Testberichte lobten das Edge 60 Pro für das helle Display, die hochwertige Verarbeitung, lange Akkulaufzeit und gute Gesamtleistung. Als Nachteile wurden die durchschnittliche Videoqualität und das Fehlen eines microSD-Kartenslots genannt.